# Ive Empathy
Ive Empathy (estilizado en mayúsculas) es el tercer EP en coreano y quinto en general del grupo femenino surcoreano Ive. Fue publicado el 3 de febrero de 2025 por Starship Entertainment. El EP contiene seis pistas, incluyendo sus dos sencillos principales: «Rebel Heart» y «Attitude».

## Antecedentes y lanzamiento
El 1 de diciembre de 2024, Starship Entertainment confirmó el regreso del grupo en enero de 2025. Ive Empathy fue anunciado el 24 de diciembre con video teaser. Además se anunció que el primer sencillo del álbum se publicaría el 13 de enero. Un día después, durante su presentación en el SBS Gayo Daejeon de 2024, presentaron un adelanto del sencillo. Un horario de promociones fue publicado el 28 de diciembre, revelando el título del primer sencillo del EP: «Rebel Heart». Al día siguiente todas las promociones fueron pospuestas para una fecha indefinida por el accidente del vuelo 2216 de Jeju Air.
El cronograma de promociones fue actualizado el 4 de enero de 2025. Al día siguiente se publicó un tráiler conceptual del EP. El primer sencillo del álbum, «Rebel Heart» fue publicado el 13 de enero. La lista de canciones fue publicada el 16 de enero, revelando al segundo sencillo: «Attitude». Ive Empathy fue publicado el 3 de febrero con el video musical de «Attitude».

## Rendimiento comercial
Ive Empathy debutó en la posición más alta en la sexta semana de la lista surcoreana Circle Album Chart tras vender 1 370 220 copias físicas. La edición PLVE —una edición de álbumes en QR— se ubicó en el puesto #4 en la misma lista con 56 133 ejemplares vendidos. En la lista japonesa Billboard Japan Hot Albums, el EP alcanzó el puesto #21 de la lista publicada el 12 de febrero de 2025. En el Oricon Albums Chart de Japón, ocupó el puesto #3 con 22 841 copias vendidas estimadas en su segunda semana.

## Lista de canciones
| Lista de canciones de Ive Empathy |                 |                                     | |                                 |          |  |
| N.º                               | Título          | Letras                              | Música                                                                                              | Arreglos                        | Duración |  |
| 1.                                | «Rebel Heart»   | Nietzsche                           | Emily Harbakk Ryan Jhun Thomas «G:son» Gustafsson Jimmy Jansson Maia Wright Jack Brady Jordan Roman | Jhun Gucci Caliente Brady Roman | 3:08     |  |
| 2.                                | «Flu»           | Hwang Yoo-bin (XYXX)                | Kim Joo-hyung Nok Jhun Maria Marcus Christian Fast                                                  | Kim Nok Jhun                    | 3:09     |  |
| 3.                                | «You Wanna Cry» | Exy                                 | Jason Hahs Jhun Lauren Isenberg                                                                     | Jhun Hahs                       | 2:54     |  |
| 4.                                | «Thank U»       | Liz Youra (Full8loom)               | Thomas Baxter Jhun Cleo Tighe                                                                       | Jhun Baxter                     | 3:11     |  |
| 5.                                | «Attitude»      | Seo Ji-eum Nietzsche Jang Won-young | James Lewis Jhun Suzanne Vega Roland Spreckley Olga Sundin Lotte Mørkved                            | Jhun Lewis                      | 3:14     |  |
| 6.                                | «TKO»           | Jo Yoon-kyung                       | Sean Fisher Jhun David Charles Fisher Sofia Kay John Mavrogiannis                                   | Jhun S. Fisher                  | 3:06     |  |
| 18:42                             |                 |                                     | |                                 |          |  |

Notas
- «You Wanna Cry» contiene una interpolación de «I Wanna Dance with Somebody (Who Loves Me)» (1987), escrito por George Merrill y Shannon Rubicall, e interpretado por Whitney Houston.[14]
- «Attitude» interpola «Tom's Diner», escrito e interpretado por Suzanne Vega.[14]
- «TKO» contiene un sample de «Float Like a Butterfly, Sting Like a Bee» de Muhammad Ali y Drew Bundini Brown (1964).[15]

## Créditos y personal
Créditos adaptados de las notas del álbum.
Estudios
- Ingrid Studio (Seúl) – grabación, edición
- Alawn Music Studios (Seúl) – mezcla (1-3; 5-6)
- 821 Sound (Seúl) – masterización

Músicos y técnicos
- Ive – voces
- Jinli (Full8loom) – dirección vocal, coros (2-3)
- Kim Bo-ah – coros (1)
- Perrie – coros (1; 5-6)
- Ryan Jhun – programación, coros (5)
- Gucci Caliente – programación (1)
- Yang Yeong-eun – grabación, edición (2-4; 6)
- Jeong Eun-kyung – edición (1; 5)
- Alawn – mezcla (1-3; 5-6)
- Kim Joo-hyung – programación (2)
- Nok – programación (2)
- Rah Kyung-oe – guitarra (2)
- Youra (Full8loom) – coros (3-4)
- Jason Hahs – programación (3)
- Thomas Baxter – programación (4)
- Markus Gustafson – mezcla (4)
- James Lewis – programación (5)
- Sean Fischer – programación (6)
- Kim Nam-woo – masterización
- Yoo Eun-jin – asistente de masterización
- Jang Seung-ho – asistente de masterización

## Posicionamiento en listas

### Listas semanales
| Lista (2025)                   | Mejor posición |
| ------------------------------ | -------------- |
| Corea del Sur (Circle)         | 1              |
| Japón (Japan Hot Albums)       | 21             |
| Estados Unidos (World Albums)  | 22             |
| Japón (Oricon)                 | 3              |
| Japón (Oricon Combined Albums) | 2              |

### Listas mensuales
| Lista (2025)           | Mejor posición |
| ---------------------- | -------------- |
| Corea del Sur (Circle) | 1              |

## Certificaciones
| País                 | Certificación | Ventas    |
| -------------------- | ------------- | --------- |
| Corea del Sur (KMCA) | Millón        | 1 418 177 |

## Historial de lanzamiento
| Región        | Fecha                | Formato            | Discográfica            | Ref.   |
| ------------- | -------------------- | ------------------ | ----------------------- | ------ |
| Corea del Sur | 3 de febrero de 2025 | CD                 | Starship Kakao Columbia | [ 14 ] |
| Varios        | 3 de febrero de 2025 | Descarga streaming | Starship Kakao Columbia | [ 20 ] |